# Blokfløjte
Blokfløjten er et træblæserinstrument og en fløjtetype. Der findes blokfløjter i mange forskellige størrelser og som har forskellige toneomfang. En person, der spiller blokfløjte kaldes en blokfløjtenist.
Instrumentet spilles ved at blæse ind i hullet i toppen og dække et forskelligt antal huller for at få forskellige toner. De store blokfløjter har klapper så man kan nå hullerne, som man blandt andet også kender det fra en saxofon. Grebene er de samme for langt de fleste fløjter, men grundet forskellige traditioner har visse blokfløjter varierende greb. Den mest almindelige variation er (på sopranblokfløjten) tonen f. F med de almindelige "Barokgreb" kræver et såkaldt "gaffelgreb" – pege- og ringfinger på højre hånd. Man prøvede at ændre det så man kun skulle bruge pegefingeren. Det ville dels være lettere og dels svare til andre træblæsere som klarinet og saxofon. Det lykkedes også – til gengæld skabte disse "tyske greb" intonationsproblemer med fis og b. De oprindelige barokgreb er i dag de mest almindelige på klassiske blokfløjter, mens de mere folkelige modeller og modeller af middelalderens blokfløjter, hvor man ikke spiller med så mange fortegn, har greb der ligner de "tyske".
Blokfløjten var især populær i barokken, hvor blandt andre Telemann, Vivaldi og Bach har skrevet musik for denne. I senere stilperioder har især tværfløjten taget over, idet der på den er mulighed for at spille blandt andet hurtigere og kraftigere.
Det er meget normalt for begyndere i den musiske verden at spille blokfløjte, da beherskelsen af instrumentet er forholdsvis enkel og danner basis for en række andre instrumenter.
Blokfløjter var gået helt af mode i klassikken og romantikken, men fik sin store renaissance som begynderinstrument i kølvandet på Carl Orffs (1895-1982) pædagogiske ideer. Det har på den ene side givet blokfløjten et ufortjent ry som et "legetøjsinstrument", på den anden side førte blokfløjtens renaissance også til at instrumentet fik mange dygtige udøvere og blev anerkendt på musikkonservatorierne. Blokfløjtens genopdagelse har sikkert også haft stor betydning for genopdagelsen af den tidlige musik generelt.
Fløjten består oftest af et hovedstykke, en krop og en ende. Delene kan skilles ad.

## Blokfløjtens historie

### Tidlige blokfløjter
Der findes meget tidlige eksempler på gennemborede fløjter. I jernalderen brugtes blandt andet knogler fra dyr.
Den ægte blokfløjte adskiller sig fra andre endeblæste fløjter ved at have otte fingerhuller; syv foran og et bagpå instrumentet, og ved at have en konisk boring. Man mener at disse instrumenter udvikledes i 1400-tallet, men nogle peger på at blokfløjten er ældre, baseret på kalkmalerier.
De tidlige blokfløjter var designet til at kunne spilles enten med højre eller venstre hånd øverst; Det nederste hul, forskudt fra midten, var boret i begge sider, og blokfløjtenisten ville fylde det hul han ikke skulle bruge med voks. Senere videreudviklinger af blokfløjten gjorde op med venstrehåndsstillingen, og senere udgaver af blokfløjten har derfor kun et nederste-hul.

### Renæssancen
Blokfløjten oplevede stor popularitet i løbeet af 16. og 17. århundrede. Populariteten har formentlig hængt sammen med at adelen og de gejstlige ikke længere var de eneste der havde adgang til musik. Trykpressen havde gjort det tilgængeligt for almindelige mennesker.
Blokfløjtens popularitet gik dog ikke kun nedefter til de lavere klasser: Ved kong Henry 8.s død blev det gjort op at han besad 76 blokfløjter 

### Barokken
I løbet af 17. århundrede undergik instrumentet nogle ændringer resulterende i en ny art blokfløjte: Barok blokfløjten. 
I denne periode skrev både Bach og Vivaldi musik for blokfløjten.

### Blokfløjtens nedgang
Interessen for instrumentet mødte en nedgang i 1800-tallet. Der var flere grunde til dette: De førende instrumentbyggere (fx Hotteterre famillien) valgte at koncentrere sig om at videreudvikle tværfløjten, da denne tilbød mange fordele over blokfløjten som fx de større muligheder for dynamik og artikulation, ligesom den kromatiske skala lå nemmere for tværfløjten.
I starten af romantikken var blokfløjtens rolle stort set overtaget af tværfløjten og klarinetten.
Der var dog nogle få instrumentbyggere som holdt fast i instrumentet, og disse få er årsag til at instrumentet ikke er komplet forsvundet.

### 20. århundrede og frem
I starten af 20. århundrede blev blokfløjten genfundet af entusiaster af tidlig musik, men instrumentet blev også kun brugt til dette formål. På den tid var instrumentet så ukendt at Stravinsky troede det var en art klarinet.
Noget af ansvaret for blokfløjtens genoplivede succes kan tilskrives Arnold Dolmetsch. Han spredte kendskabet til blokfløjten i Storbritannien, men også Konservatoriet i Bruxelles (hvor Dolmetsch var udlært fra) og Bogenhauser Künstnerkapelle havde en stor del i ansvaret for det fornyede kendskab til blokfløjten.
Siden er blokfløjten fortsat steget i popularitet, og op igennem 1900-tallet er fløjten blevet brugt af the Beatles, the Rolling Stones, Led Zeppelin og Jimi Hendrix.

## Virkemåde
Blokfløjtens lyd opstår i hovedstykket. Selve hovedet er helt gennemboret, og i enden sidder en træblok (A) (heraf navnet Blokfløjte). Når der pustes i mundstykket, flyder luften igennem luftskakten (B), og deles i lydhullet (C), hvorved tonen opstår.
Det indre hul i blokfløjten har megen indflydelse på fløjtens klang: Renesancefløjter og tidligere var oftest boret således at det indre hul var så stort som muligt. Dette giver en kraftigere tone, men ikke så mange overtoner, og dermed en mere flad lyd. Omvendt giver det flere overtoner og en mere rig klang, hvis hullet er smalt, men til gengæld bliver lyden svagere.
Denne karakteristik har ført til et kompromis: De fleste moderne blokfløjter er konisk borede, altså det indre hul er kegleformet, med den bredeste ende tættest ved hovedstykket. Dette giver generelt en rimelig klang, og samtidig er instrumentet ikke for spagfærdigt.
Blokfløjtens tonehøjde reguleres ved at placere fingre over fingerhullerne, og dermed forlænge tonekammerets længde.
Blokfløjten kan finstemmes til en marginalt dybere tone ved at trække hovedstykket og kroppen fra hinanden, og dermed forlænge fløjtens samlede længde. Dette er nyttigt da tonen generelt bliver en smule højere når fløjten er varm.

## Greb
Toneomfanget for den moderne blokfløjte siges generelt at være lidt over to oktaver, selvom visse virtuose blokfløjtenister er i stand til at udnytte et større toneomfang.
Hulnumrene i ovenstående skema tilsvarer hulnumrene på fløjten til højre.
"X" betyder et dækket hul, "O" betyder et åbent hul, og "/" betyder et halvt-dækket hul. 
Mange af tonerne i den høje oktav produceres ved at dække tommelhullet halvt. Placeringen af tommelfingeren er vigtig for tonens klang og toneklarhed, og denne varierer alt efter, hvilken tone man prøver at frembringe.

## Typer
Blokfløjter findes i otte autoriserede størrelser:
De mest almindelige er Sopran og Alt, men også sopranino og tenor har en vis udbredelse.
De resterende blokfløjter findes stort set udelukkende i blokfløjteensembler, da især de dybe blokfløjter ikke har en lydstyrke der gør dem hørbare i andre ensembler.
| Instrumenter i C | Toneomfang   | Instrumenter i F                 | Toneomfang       |
| ---------------- | ------------ | -------------------------------- | ---------------- |
| Garklein         | Garklein     | Sopranino                        | Sopranino        |
| Sopran           | Sopran       | Alt                              | Alt              |
| Tenor            | Tenor        | Bas (bas i F)                    | Bas              |
| Bas (bas i C)    | bas i C      | Kontrabas                        | Kontrabas        |
| Subkontrabas     | Subkontrabas | Sub-subkontrabas (oktokontrabas) | Sub-subkontrabas |